# Oostende
Oostende (en francès Ostende, en anglès Ostend, en llatí Ostenda, en català antic Osteda o Ostenda) és una ciutat de Bèlgica a la regió de flamenca situada aproximadament al mig de la costa belga.
Originalment estava situada a l'extrem oriental d'una illa anomenada Terstreep, separada del continent d'aleshores per un priel, que va servir més tard per crear el canal de Plassendale. Aquesta cosa n'explica el nom (ja que és a l'actual extrem oriental de la terra ferma).

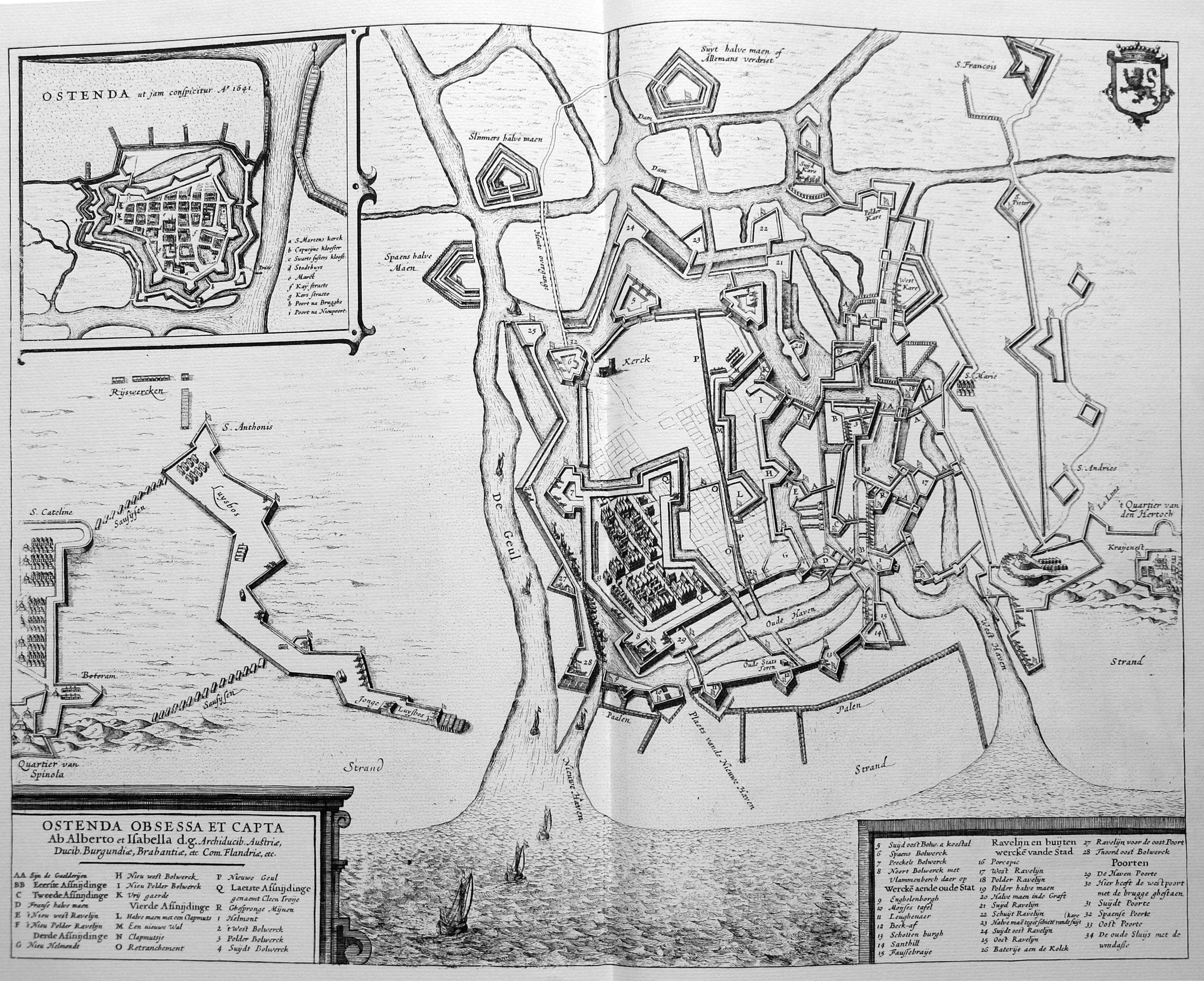
El port i el bastió d'Oostende al 1641

La ciutat té una àrea total de 37,72 km² que inclou, a més d'Oostende mateix, els poblets de Mariakerke, Stene, Raversijde i Zandvoorde. En total hi viuen 70264 persones (2014).

## Geografia i economia
La ciutat és als pòlders i és irrigada pels canals Bruges-Oostende, Plassendale-Nieuwpoort i el Noordede. El port i la xarxa de canals van ser desenvolupats al segle xvii, quan els Països Baixos austríacs no tenien cap port important, a conseqüència del bloqueig de l'Escalda pels neerlandesos. Gràcies al port i l'efímer Companyia d'Oostende, la ciutat va conèixer un breu temps d'esplendor. Avui, només el canal de Bruges encara té un paper econòmic. El de Plassendale només s'utilitza per a la navegació de plaer.
Les connexions marítimes amb l'Anglaterra van fer-ne un port de turisme molt important. El 2003, el transport de passatgers vers Dover (Anglaterra) i Folkestone va aturar-se. La construcció de l'autopista cap a Calais a França i l'obertura de les fronteres europees va deixar obsoleta aquesta connexió que durant més de cent anys va connectar Bèlgica al Regne Unit. A poc a poc, el port ressorgeix en desenvolupar el transport marítim de mercaderies a distàncies curtes (SSS o Short Sea Shipping) i com centre de serveis per als parcs eòlics d'alta mar Thorntonbank, Belwind 1 i Northwind.

## Llocs d'interès

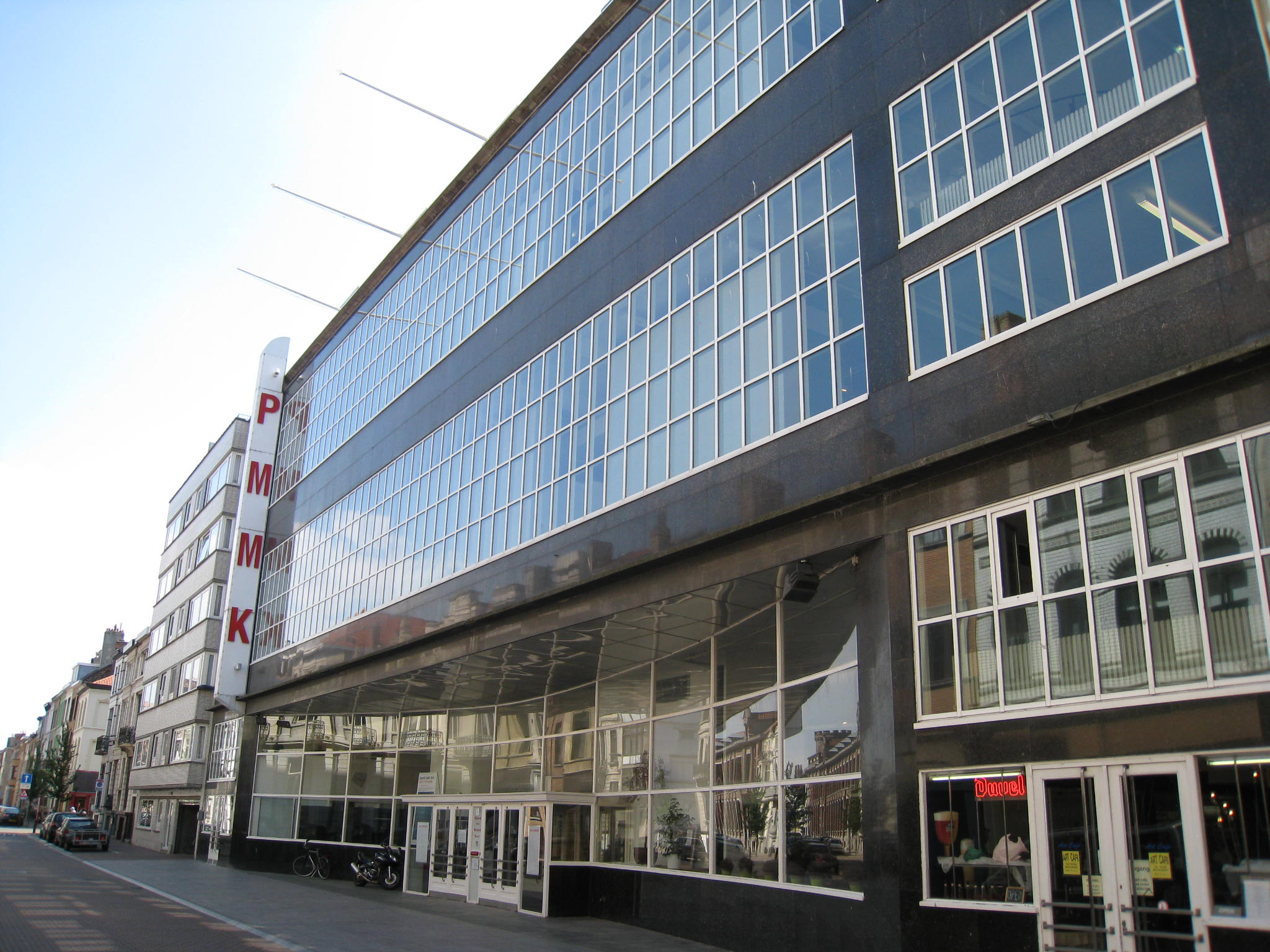
Museu Provincial d'art modern

- El parc provincial Domein Raversijde i la Finca Reial amb:
  - El museu a l'aire lliure de l'Atlantikwall
  - L'emplaçament arqueològic del poble Walraversijde
  - El museu commemoratiu de Carles de Bèlgica
- El Museu Provincial d'art modern (PMMK)
- La platja
- La casa James Ensor
- La vida noctura animada

## Persones il·lustres
- Auguste Beernaert (1829-1912), Premi Nobel de la Pau de 1909.
- James Ensor (1860-1949), pintor
- Bart Van den Bossche (1964-2013), actor, cantautor i presentador
- Jacques Henri Herman Charles Beruck, cavaller i filantrop